# Союз-2-3
«Союз-2-3» — ракета-носій, що створюється на основі ракети-носія «Союз-2» шляхом глибокої модернізації. Розробку ракети веде ГНПРКЦ «ЦСКБ-Прогрес».

## Призначення
Ракета призначена для виведення на всі типи орбіт, як і «Союз-2», але більш важкої корисного навантаження. Спочатку проектування проводилося з метою створення модифікації Союз-2 здатна виводити на орбіту човник Кліпер.

## Модифікації ракети
Модернізація ракети проводиться в 3 етапи, які, по видимому будуть співіснувати паралельно.

### Варіант 1
Щодо Союз-2-1б: Заміна двигуна РД-108 на центральному блоці на НК-33-1 зі збільшенням обсягів баків у центральному блоці, виключення баків перекису водню та азоту і відповідної доопрацюванням системи управління (СУ). Очікуване виведене корисне навантаження — близько 11 тонн.

### Варіант 2
Щодо варіанту 1: заміна двигунів РД-107 на бічних блоках на РД-0155 зі збільшенням обсягів баків в бічних блоках, виключення баків перекису водню та азоту і відповідної доопрацюванням СУ. Очікуване виведене корисне навантаження — близько 13 тонн.

### Варіант 3
Щодо варіанту 2: заміна третього ступеня на киснево-водневу. Очікуване виведене корисне навантаження — близько 15 тонн.

### Варіант 4
Запропоновано в рамках тендера на носій для нового пілотованого космічного корабля, являє собою більш глибоку модернізацію в порівнянні з варіантом 2.
Щодо варіанту 1: заміна РД-107 на бічних блоках на НК-33-1, збільшення заправки бічних блоків за рахунок зміни форми з конічною на циліндричну, збільшення заправки центрального блоку за рахунок зміни форми верхній частині з конічною на циліндричну, збільшення діаметра «Блоку І» до верхнього діаметра нового центрального блоку. Очікуване виведене корисне навантаження — 16 тонн при використанні в «Блоці І» РД-0110 (пілотований варіант), 17 тонн при використанні РД-0124 (вантажний варіант).